# بئروتايم
بئروتايم مستوطنة إسرائيلية أقيمت عام 1949 على أراضي مدينة طولكرم.

## التاريخ
تأسست مستوطنة بئروتايم على أراضي مدينة طولكرم عام 1949 من قبل المهاجرين اليهود من تشيكوسلوفاكيا والمجر.
في عام 1956، استوعبت مستوطنة بئروتايم المزيد من المهاجرين اليهود القادمين من دول شمال إفريقيا.

## السكان
بلغ عدد سكان مستوطنة بئروتايم 1,154 نسمة عام 2018.